# Glawlit
Die Glawlit (russisch Главное управление по делам литературы и издательств, wiss. Transliteration Glavnoe upravlenie po delam literatury i izdatel'stv) war ab 1922 als Hauptverwaltung der Angelegenheiten der Literatur und des Verlagswesens eine oberste Zensureinrichtung für Veröffentlichungen zuerst in der Russischen Sozialistischen Föderativen Sowjetrepublik (RSFSR) und später in der ganzen Sowjetunion. Die oberste Behörde zur Kontrolle der Zensur in der Sowjetunion existierte unter verschiedenen Namen und Zuständigkeiten bis 1989, zwei Jahre vor der politischen Auflösung der Sowjetunion, wobei ab 1985 eine Lockerung der Zensurvorschriften eintrat.

## Entwicklung seit 1917
Im Dekret vom 27. Oktober/9. November 1917 wurde angekündigt, dass die bisherigen Beschränkungen der Pressefreiheit und des Buchwesens beseitigt und die vollständige Freiheit wieder eintreten würde nach der Konsolidierung der politischen Verhältnisse. Das Allrussische Zentrale Exekutivkomitee bestimmte allerdings schon am 4. November/17. November 1917 in einer Resolution, dass eine erneute Einführung der sogenannten Pressefreiheit  eine Maßnahme von zweifellos konterrevolutionärem Charakter sei und deshalb nicht eingeführt werden würde.
Das Volkskommissariat der Justiz erließ daraufhin Mitte Dezember 1917 eine Verordnung über die Einrichtung einer obersten Einrichtung, die die Zensur über die Presse ausüben sollte. Diese Verordnung wurde durch den Rat der Volkskommissare in einem Dekret über das Revolutionstribunal der Presse vom 28. Januar/10. Februar 1918 bestätigt und angeordnet, dass die Presse der Opposition verboten  und dass zu Anfang des Jahres 1919 eine Vorzensur durch den Staatsverlag eingeführt wird.

## Das Dekret der Glawlit von 1922
Das Dekret über die Glawlit wurde vom Rat der Volkskommissare der RSFSR am 6. Juli 1922 beschlossen und am 23. Juli 1922 in der amtlichen Zeitung Iswestija Nr. 137 als Dekret über die Hauptverwaltung für Angelegenheiten der Literatur und des Verlageswesens der RSFSR (Glawit) und ihre lokalen Einrichtungen veröffentlicht. Die Glawlit unterstand dem Volkskommissar für Aufklärung (Bildung) Anatoli Wassiljewitsch Lunatscharski und der Behörde NARKOMPROS. Die Glawlit war in vier Abteilungen gegliedert, die wiederum in Sektionen unterteilt werden konnten:
- Abteilung für russische Literatur
- Abteilung für ausländische Literatur
- Verwaltungsabteilung
- Kontrollabteilung

### Instruktion der Glawlit im Dezember 1922
Am 2. Dezember 1922 gab die Glawlit eine Instruktion an ihre lokalen Einrichtungen heraus, in der die Bestimmungen des Dekrets näher beschrieben wurden. Danach gab das Volkskommissariat für Bildung noch ein Dekret heraus, in dem die Verpflichtungen von privaten Verlagen gegenüber der Glawlit bestimmt wurden.

### Organisation der Glawlit
Beim Volkskommissariat für Bildung wurde eine Abteilung der Glawit eingerichtet. Der Leiter dieser Abteilung wurde von einem Kollegium des Volkskommissariats ernannt. Er erhielt zwei Gehilfen zugeordnet, wobei der eine vom Militär durch den ehemaligen Revolutionären Kriegsrat (Rewwojensowjet) und der andere von der Geheimpolizei GPU ernannt wurde. Dieses Schema der Leitung wurde auch bei den Untergliederungen der Glawit eingeführt.
Auf der lokalen Ebene wurden als Untergliederung der Glawlit die Oblite, auf der Ebene der Gouvernements die Gublite eingerichtet. Von der Zensur befreit waren Veröffentlichungen der Komintern, des ZK der KPdSU, der lokalen Vertretungen der KPdSU, des Staatsverlages GOSISDAT, des Zentralkomitees der politischen Aufklärung (Glawpolitproswet), der Zeitung Iswestija und die Schriften der Akademie der Wissenschaften. Diese Veröffentlichungen unterlagen allerdings auch den allgemeinen Verboten der Veröffentlichung von militärischen und Staatsgeheimnissen.

### Ausführung der Zensur
Die Vorschriften für die Ausführung der Zensur wurden ständig den politischen Forderungen der Führung angepasst. Allerdings gab es auch jährlich Vorgaben für die Anwendung der Zensur im Bereich der ökonomischen und militärischen Geheimnisse, die in einem geheimen Manuskript mit dem Titel Verzeichnis der Materialien und Informationen, deren Veröffentlichung in der offenen Presse verboten ist aufgeführt wurden. Danach waren alle Einzelinformationen über fast alle Einheiten der Streitkräfte, Waffen, Brücken, taktische und strategische Anweisungen der Streitkräfte, Rüstungsfabriken und irgendwelche Anlagen zur militärischen Nutzung verboten. Auch durften noch nicht anderswo in den Zeitungen der Prawda und Istwestija veröffentlichte ökonomische Angaben über die Ernte oder sonstige Mengen angegeben werden, sowie auch Informationen wie der Bau von bestimmten Eisenbahnanlagen, Gebiete mit Seuchen, Verluste bei Exporten, Emission von Staatsobligationen und dergleichen.
Der Zensurvorgang umfasste drei Stufen bei Druckerzeugnissen. Die Vorzensur betraf das erste Manuskript. Dann kam die Zensur der  Druckabzüge und zuletzt die Zensur des Vorabexemplars.
Die Vorzensur des Manuskripts betraf die Durchsicht des Redakteurs, von zwei Gutachtern außerhalb der Redaktion, des Kollegiums der Redakteure und zuletzt den Chefredakteur. Dieses durchgesehene bzw. veränderte Manuskript wurde dann in drei Exemplaren dem Zensor übergeben. Ein Exemplar erhielt der Geheimdienst, ein Exemplar wurde einer Ablage übergeben und das restliche Exemplar wurde zensiert zurückgeben. Dieses zurückgegebene Exemplar enthielt die Zensuranweisungen und Änderungen bzw. Streichungen des Textes. Die mildeste Form der Anweisung war die Empfehlung, mit der der Zensor die Verantwortung an die Redaktion zurückgab. Der Autor selber durfte nicht die Anordnungen bzw. die Empfehlungen des Zensors einsehen.
Wenn ein Manuskript ohne Beanstandungen des Zensors war, wurde es mit dem Stempel Frei von militärischen und staatlichen Geheimnissen versehen. Die entsprechenden Druckabzüge erhielten den Stempel Zum Druck freigegeben. Das dann folgende Vorabexemplar, auch Signalexemplar genannt und vom Zensor nochmals geprüft,  hatte dann den Stempel Freigegeben zur Verbreitung.

### Vertiefung der Zensur 1931 und 1934
Am 6. Juni 1931 wurden die Rechte und Aufgaben der Glawlit vom Rat der Volkskommissare der RSFSR bestätigt und ausgeweitet. Allerdings gab es auch einige Freistellungen bestimmter Publikationen von der Zensurbehörde und ab 1934 arbeiteten die Glawlit mit der Militärzensur (OWC) zusammen. Ein Erlass von 1934 erweiterte die Zensur auch auf Ausstellungen, Filme, Theaterstücke und Aufführungen des Ballets.

## Neue Namen und Unterstellungen der Glawlit
Im Jahre 1946 wurde die Glawlit umbenannt in Verwaltung für den Schutz von Militär- und Staatsgeheimnissen in der Presse unter dem Ministerrat der UdSSR. In Hauptverwaltung für den Schutz von Militär- und Staatsgeheimnissen in der Presse unter dem Ministerrat der UdSSR erfolgte die Umbenennung im Jahre 1953, um dann 1966 Hauptverwaltung für den Schutz von Staatsgeheimnissen in der Presse unter dem Ministerrat der UdSSR genannt zu werden.
Die Unterstellung des Glawlit wechselte nach 1945 zum Komitee für Presse beim Ministerrat der UdSSR, um dann dem Komitee für Druckwesen beim Ministerrat der UdSSR zugeordnet zu werden.

## Inhalt des Dekrets über die Glawlit von 1922
In zwölf Punkten wurden die Einzelheiten dieses Dekrets aufgelistet:
1. Die Kontrolle betraf ökonomische, politische-ideologische und militärische Aspekte bezüglich der Veröffentlichung und Verbreitung von Presseerzeugnissen, Handschriften, Fotografien, Bildwerken und dergleichen als auch Rundfunksendungen, Vorträge und Ausstellungen.
2. Die Glawlit wurde durch ihre Aufgabenstellung ermächtigt, alle Werke in ihrer Herausgabe, Veröffentlichung und Verbreitung zu unterbinden, die  Agitation und Propaganda gegen die Sowjetmacht und die Diktatur des Proletariats in ihrem Inhalt betrieben, Staatsgeheimnisse verrieten, nationalistischen und religiösen Fanatismus hervorriefen und pornografischen Charakter hatten.
3. Folgende Aufgabenbereiche wurden von der Glawlit übernommen:  1. die Leitung und Beaufsichtigung der lokalen Einrichtungen und Bevollmächtigten der Glawlit;
  2.  die Vor- und Endkontrolle der zu kontrollierenden Literatur gemäß der Aspekte unter 1.;
  3.  die Konfiskation der Veröffentlichungen, die gegen diese Verordnung in ihren Anordnungen gerichtet waren;
  4.  die Erteilung von Genehmigungen zur Betriebsaufnahme von Verlagen und für periodische Presseerzeugnisse, die Einstellung des Betriebs eines Verlages und das Verbot der Veröffentlichung von Druckerzeugnissen, die Untersagung der Ein- und Ausfuhr von Literatur, Bildwerken und dergleichen, wobei geltende Gesetze beachtet wurden;
  5.  die Herausgabe von Vorschriften, Verordnungen und Instruktionen im Bereich der Befugnisse der Glawlit, die bindenden Charakter für alle Institutionen, Organisationen und für private Personen besitzen;
  6.  die Überprüfung von Beschwerden, die die Anordnungen von Bevollmächtigten und lokaler Einrichtungen der Glawit betrafen;
  7.  eine Aufstellung von Verzeichnissen in der Zusammenarbeit mit den betreffenden Behörden über solche Informationen, die entsprechend ihrem Inhalt Staatsgeheimnisse darstellen, die geschützt und weder veröffentlicht noch bekannt werden dürfen;
  8.  die Aufstellung einer Liste von Druckerzeugnissen, die bezüglich ihrer Herausgabe und Verbreitung verboten wurden;
  9.  die Erteilung von Sanktionen gegen Personen, die gegen die Vorschriften der Glawlit, ihren Einrichtungen und Bevollmächtigten handelten.
4. Die Vorkontrolle (Punkt 3. b.) wird durch Bevollmächtigte der Glawlit bei Verlagen, Redaktionen der Presse mit periodischen Ausgaben, in Druckereien, bei Rundfunkanstalten und Telegrafenagenturen, in Ämtern des Zolls, in Hauptämtern der Post und ähnlichen Einrichtungen vorgenommen. Die Glawit stellt Bevollmächtigte ein und entlässt sie. Ihre Entlohnung erfolgt bei den Organisationen, bei denen sie tätig sind. Bei den Staatsverlagen, die zur Vereinigung der Staatsverlage (OGIS) gehören, nehmen die Leiter der Verlage die Vorkontrolle wahr, die als Bevollmächtigte der Glawlit eingesetzt sind und eine besondere Vollmacht aufgrund einer Instruktion des Volkskommissars für Bildung besitzen. Diese Leiter der Verlage der OGIS berufen von der Glawlit bestätigte und verantwortungsvolle Redakteure, um eine wirkungsvolle Arbeit der Kontrolle zu erreichen.
In besonderen Fällen ist die Glawlit berechtigt, in den Verlagen der OGIS Sonderbevollmächtigte bei der Vorkontrolle wie bei der Herstellung von Literatur und Einzelveröffentlichungen einzusetzen.
5. Von der politisch-ideologischen Kontrolle der Glawlit werden die Veröffentlichungen ausgenommen, die von der Kommunistischen Internationale (Komintern), dem Zentralkomitee der KPdSU (B), den Untergliederungen der KPdSU (B), als Mitteilungen der Zentralexekutivkomitees, des Allrussischen Zentralexekutivkomitees, der Kommunistischen Akademie und der Akademie der Wissenschaften herausgegeben werden. Dabei haben die lokalen Einrichtungen der Glawlit die Verpflichtung, durch eine vorangehende Durchsicht der Veröffentlichungen sicherzustellen, dass Staatsgeheimnisse gewahrt bleiben.
6. Der Glawlit wird von einem Leiter geführt, der einem Kollegium zugeordnet wird. Die einzelnen Personen des Kollegiums werden vom Volkskommissariat für Bildung bestätigt, wobei eine Abstimmung mit den zuständigen Behörden stattfindet.
7. In den Zentren, wo die Industrie mit einem Netz von Betriebszeitungen und intensiver Tätigkeit von Verlagen vorhanden ist, werden bei den Einrichtungen der Volksbildung örtliche Vertretungen der Glawlit eingerichtet.
8. Den lokalen Einrichtungen der Glawlit werden die Aufgaben entsprechend der Punkte 1,2, und 3 (b,c,f,h,i) überantwortet. In den Rajons werden die Aufgaben der Glawlit von einzelnen Personen ausgeführt, die vom Komitee der Rajons in Absprache mit den lokalen Einrichtungen der Glawlit ernannt wurden.
9. Die lokalen Einrichtungen der Glawlit haben den gleichen organisatorischen Aufbau wie die Zentralbehörde der Glawlit. Die Leiter der lokalen Einrichtungen werden von der Glawit vorgeschlagen und vom Volkskommissariat eingestellt.
10. Alle in der RSFSR erscheinenden Druckerzeugnisse werden von der Glawit mit einem Freigabevermerk versehen.
11. Bevor ein Druckerzeugnis erscheint, haben die Leiter der Druckereien der Glawit fünf Exemplare unmittelbar nach dem Druck zu übergeben.
12. Druckerzeugnisse, die nicht von der Glawlit freigegeben wurden, werden auf Antrag der Glawit durch die Verwaltung der Organisationen der Verlage, des Buchhandels und des Vertriebs aus dem Verkehr gezogen.

## Leiter der Glawlit
- 1922 Nikolai Meschtscherjakow (1865–1942)[12]
- 1922–1931 Pawel Lebedew-Poljanski (1882–1948)
- 1931–1935 Boris Wolin (Fradkin) (1886–1957)
- 1935–1937 Sergej Ingulow (1893–1938)
- 1938–1946 Nikolai Sadschikow
- 1946–1957 Konstantin Kirillowitsch Omeltschenko
- 1957–1987 Pawel Romanow
- 1987–1989 Wladimir A. Boldyrew[13]